# Xylorycta stereodesma
Xylorycta stereodesma là một loài bướm đêm thuộc họ Oecophoridae. Nó được tìm thấy ở Úc.